# Hugo Dolmestch
Hugo Enrique Dolmestch Urra (Parral, 1 de diciembre de 1944) es un abogado, juez y profesor chileno. Fue ministro de la Corte Suprema de Chile y ejerció como presidente del máximo tribunal chileno entre 2016 y 2018.

## Familia y estudios
Nació en Parral en 1944, hijo de Carlos Dolmestch Gómez y Adriana Urra Carrasco.
Realizó sus estudios básicos en la Escuela Superior de Hombres N.º 1 de su ciudad natal, y los secundarios en la Escuela Normal de Curicó, entre 1958 y 1963, donde se tituló de profesor de Educación Básica. Posteriormente ingresó a la Escuela de Derecho de la Universidad de Concepción, recibiéndose de abogado en 1974.
Está casado con Ruth Ulloa Neira.

## Carrera judicial
En diciembre de 1978 asumió el cargo de defensor público del Juzgado de Letras de Parral; fue secretario del Juzgado de Letras de Río Bueno, juez del Juzgado de Letras de Bulnes, relator de las Cortes de Apelaciones de Chillán, Santiago y de la Corte Suprema. Fue designado ministro de la Corte de Apelaciones de Santiago en 1995.
El 1 de agosto de 2006 fue nombrado ministro de la Corte Suprema de Chile, tras haber sido nominado por la presidenta Michelle Bachelet y ratificado por el Senado. En dicho tribunal integró la Sala Penal, donde se resolvieron casos de militares involucrados en crímenes durante la dictadura de Augusto Pinochet, en los cuales ha impuesto la llamada «doctrina Dolmestch», que consiste en otorgar beneficios y rebajas de pena a los imputados que colaboren con la investigación. Ello ha sido criticado como una «impunidad disfrazada» por agrupaciones de familiares de víctimas de la dictadura.
El 28 de mayo de 2012 fue designado vocero de la Corte Suprema por antigüedad. El 18 de diciembre de 2015 fue elegido presidente de la Corte Suprema para el bienio 2016-2018, sucediendo a Sergio Muñoz. Tomó posesión del cargo el 6 de enero de 2016, y cesó en él el 8 de enero de 2018, siendo sucedido por Haroldo Brito.
Cesó como ministro de la Corte Suprema el 29 de noviembre de 2019, dos días antes de cumplir los 75 años, edad legal de jubilación en el Poder Judicial. También se ha desempeñado como docente en la Academia de Ciencias Policiales de Carabineros de Chile.